# Vertrag von Malmö (1848)

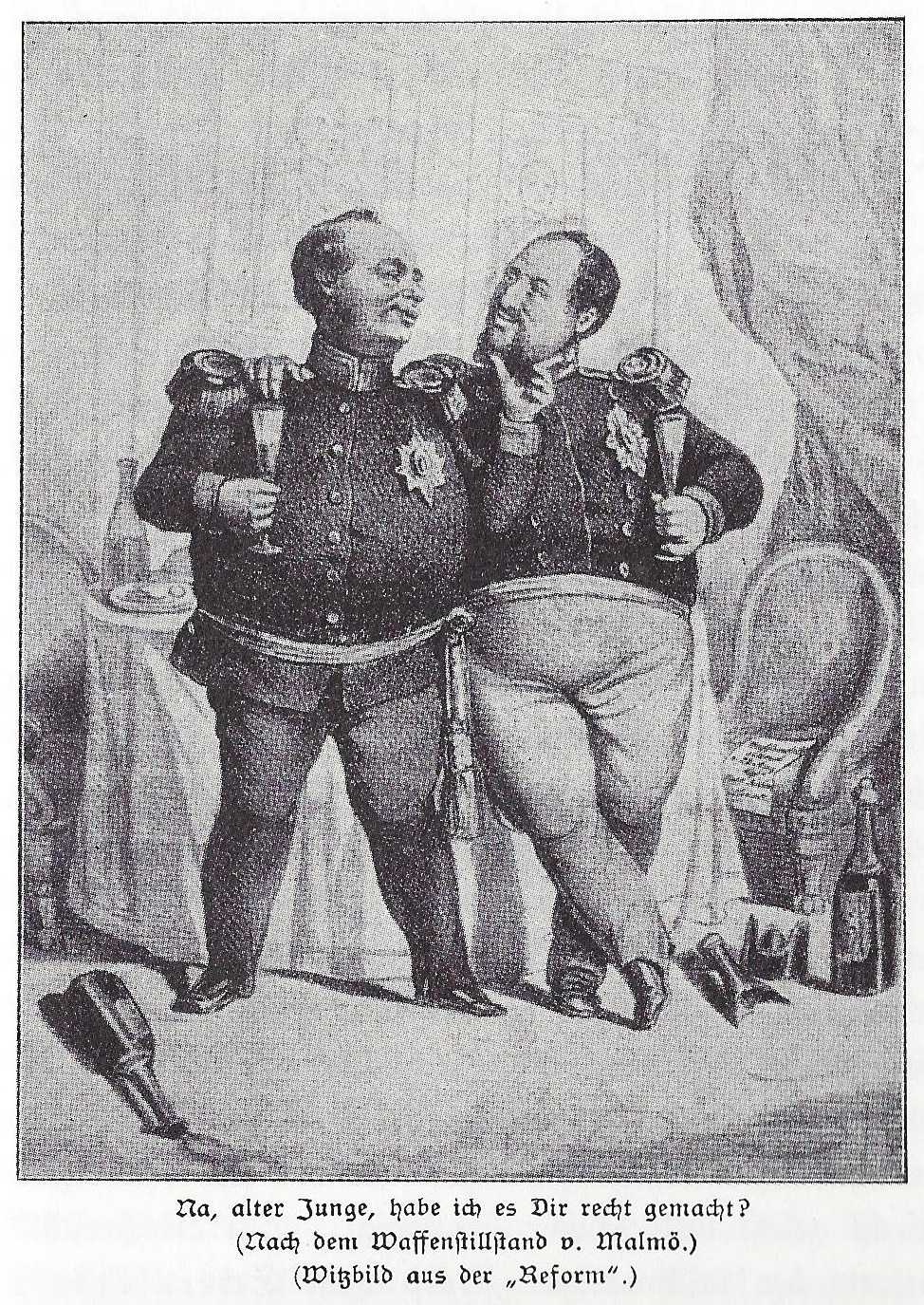
Eine Karikatur mit Bezug auf den Waffenstillstand: Friedrich Wilhelm IV. (Preußen) fragt bei seinem Freund Friedrich VII. (Dänemark) an, ob er es ihm mit dem Waffenstillstand recht gemacht habe.

Den Vertrag von Malmö schlossen Dänemark und Preußen im Schleswig-Holsteinischen Krieg. Der Waffenstillstand vom 26. August 1848 regelte für mindestens sieben Monate die Machtverhältnisse in der Schleswig-Holsteinischen Frage.
Schleswig war ein Lehen Dänemarks, während Holstein (und Lauenburg) Glieder des Deutschen Bundes waren (vor 1806 Lehen des Römisch-Deutschen Reiches). Zugleich wurden die drei Territorien gemeinsam vom dänischen König in seiner jeweiligen Funktion als Herzog regiert. In Schleswig trat der König somit zugleich als König (Lehnsherr) und Herzog (Vasall) auf, während er in Holstein und Lauenburg nur als Herzog innerhalb des Dt. Bundes agierte. Im März 1848 bildete sich im holsteinischen Kiel eine revolutionäre deutschgesinnte Regierung, die ein gemeinsames Schleswig-Holstein unter deutschen Vorzeichen proklamierte. Der Deutsche Bund und dann das revolutionäre Deutsche Reich unterstützte die Kieler Revolutionsregierung, auch militärisch. Die deutschen Truppen wurden von Staaten wie Preußen gestellt. Zugleich fand in Kopenhagen die sogenannte Märzrevolution statt.
Der Waffenstillstand von Malmö führte gerade bei den revolutionären Linken in Deutschland zu heftigen Protesten. In ihrer Sicht ließ Preußen, unter Druck der Großmächte, die Kieler Revolutionsregierung im Stich. Als das Reichsparlament in Frankfurt den Vertrag annahm, erschütterten die Septemberunruhen die Stadt.

## Vertragsabschluss
Wenige Wochen nach Ausbruch des Krieges am 24. März 1848 mussten sich die von der provisorischen Regierung in Kiel aufgestellten Schleswig-Holsteinischen Einheiten vor der überlegenen dänischen Armee zurückziehen. Daraufhin griffen Truppen des Deutschen Bundes unter General Friedrich Graf von Wrangel in den Kampf ein.
Infolgedessen erzwangen die europäischen Großmächte Russland, Frankreich und Großbritannien am 26. August 1848 unter Vermittlung Schwedens den Vertrag von Malmö.

## Vertragsbestimmungen
Im Vertrag von Malmö verständigten sich das Königreich Dänemark und das Königreich Preußen auf folgende Punkte:
- Einstellung der Feindseligkeiten zu Wasser und zu Land für die Dauer von sieben Monaten. Automatische Verlängerung, sofern keine der Parteien eine Kündigung einen Monat vor Ablauf ausspricht.
- Freilassung von Kriegsgefangenen und aus politischen Gründen Inhaftierten.
- Aufhebung von Blockademaßnahmen und Freigabe von aufgebrachten Schiffen.
- Räumung sowohl Schleswigs als auch Holsteins von dänischen und Bundestruppen. Ausnahmen: In Holstein dürfen die holsteinischen Verbände verbleiben, während in Schleswig Truppen aufgestellt werden sollen, die lediglich aus dort gebürtigen Soldaten bestehen und der neu zu bildenden Regierung zu unterstellen sind.
- Bildung einer neuen, aus fünf Mitgliedern bestehenden Regierung. Je zwei von ihnen ernennen der dänische beziehungsweise der preußische König. Das fünfte Mitglied wird von beiden gemeinsam bestimmt. Siehe Gemeinsame Regierung (Schleswig-Holstein)
- Aufhebung der von der Provisorischen Regierung in Kiel erlassenen Gesetze.

## Ratifikation und Kündigung des Vertrages

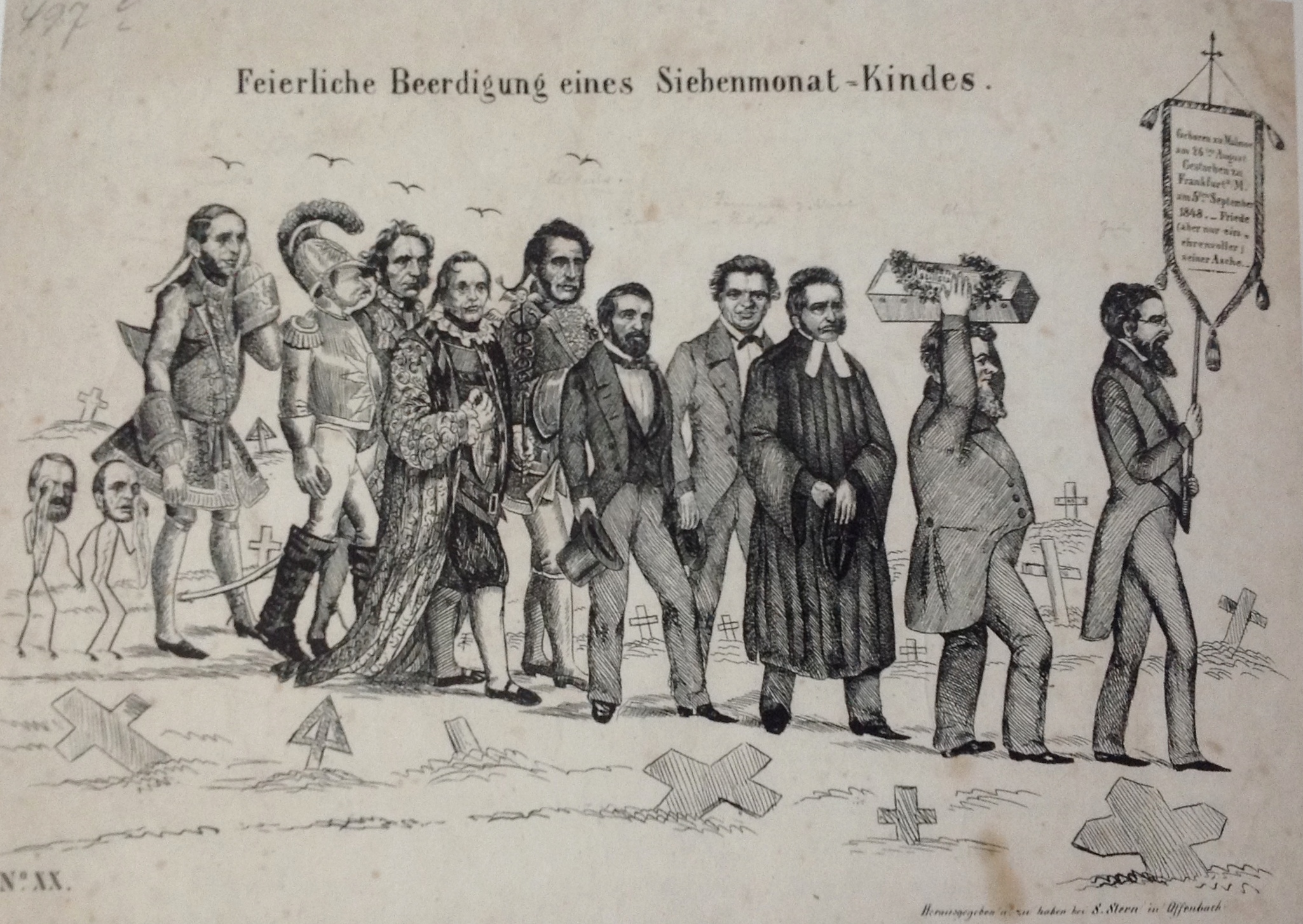
Karikatur auf die Ablehnung des Vertrags in der Nationalversammlung am 5. September. Zu den Trauernden gehören Regierungsmitglieder und auch der Präsident der Nationalversammlung, Heinrich von Gagern (im Talar eines Pastors)

Revolutionäres Deutschland Juni bis September 1848: politischer Kontext des Waffenstillstands

In der Frankfurter Nationalversammlung wurde die Ratifizierung des Vertrages am 5. September 1848 mit 238 gegen 221 Stimmen abgelehnt (genauer: aufgeschoben, sistiert), vor allem durch den Widerstand linksdemokratischer Kräfte. Als durch einige Abgeordnete, die ihre Meinung geändert hatten, der Vertrag am 16. September letztendlich doch ratifiziert werden konnte, kam es zu blutigen Unruhen vor der Frankfurter Paulskirche, wo die Nationalversammlung tagte. In diesen Septemberunruhen wurden zwei rechtsliberale Abgeordnete der Nationalversammlung ermordet, was dem Ansehen der Revolution sehr schadete. Die Unruhen führten auch zum Struve-Putsch in Baden.
Das Kabinett Leiningen, die gesamtdeutsche Regierung, war wegen der Abstimmung vom 5. September zurückgetreten. Zwar war auch sie der Meinung, dass Preußen eigenmächtig gehandelt habe, doch akzeptierte sie den Waffenstillstand als Notwendigkeit. Es misslang aber ihrem Gegner in der Nationalversammlung, Friedrich Christoph Dahlmann, ein anderes Kabinett zusammenzustellen. Schließlich setzte der Reichsverweser wieder im Wesentlichen das alte Kabinett ein, auch, damit die Zentralgewalt im Angesicht der Unruhen nicht führungslos war. Der Aufruhr konnte erst durch den Einsatz preußischer und österreichischer Truppen niedergeschlagen werden. Auch an anderen Orten kam es zu Kundgebungen gegen den Vertrag von Malmö.
Dänemark kündigte den Vertrag von Malmö am 22. Februar 1849. So begann die zweite Phase des Krieges zwischen Dänemark und einem deutschen Heer unter dem preußischen General Karl von Prittwitz. Im Sommer 1850 endete der Krieg durch einen abermaligen Vertrag, den Frieden von Berlin.

## Belege
1. ↑  Otto Vossler: Die Revolution von 1848 in Deutschland. Suhrkamp, Frankfurt am Main 1967. S. 97.
2. ↑  Ralf Heikaus: Die ersten Monate der provisorischen Zentralgewalt für Deutschland (Juli bis Dezember 1848). Diss. Frankfurt am Main, Peter Lang, Frankfurt am Main u. a., 1997, S. 220–224.
3. ↑  Otto Vossler: Die Revolution von 1848 in Deutschland. Suhrkamp, Frankfurt am Main 1967. S. 98.